# Side Man
Side Man è un'opera teatrale di Warren Leight, liberamente ispirata alla vita di suo padre Donald. Il dramma racconta la vita di un turnista, un musicista che suona occasionalmente con gruppi e band senza mai unirsi a loro. Il dramma è rimasto in scena a Broadway per più di cinquecento repliche, ha  vinto il Tony Award alla migliore opera teatrale ed è stato candidato al Premio Pulitzer per la drammaturgia.